# جام جهانی کوچک فوتسال
مسابقات جایزه بزرگ فوتسال (به انگلیسی: Grand Prix de Futsal) که در ایران با نام جام جهانی کوچک نیز شناخته می‌شود یک رقابت بین‌المللی در زمینه فوتسال همانند جام جهانی فوتسال است که از سال ۲۰۰۵ تا کنون، هرساله در کشور برزیل و تحت نظارت فیفا برگزار می‌شود.

## ساختار مسابقات
ساختار کلی این مسابقات به گونه‌ایست که ابتدا تیم‌ها گروه‌بندی می‌شوند سپس تیم‌های هر گروه فقط یک‌بار با هم بازی می‌کنند تا تیم‌های برتر گروه به‌مرحله دوم برسند، مرحله دوم به صورت حذفی است و در پایان فینال و رده‌بندی تیم‌های برتر را مشخص می‌کند؛ هرچند این ساختار ثابت است، ولی تعداد تیم‌های حاضر در این مسابقات و نحوه گروه‌بندی در تمام ادوار مسابقات به یک صورت نبوده‌است.
| سال برگزاری | تعداد تیم‌ها | نحوه گروه‌بندی |
| ----------- | ----------- | ------------- |
| ۲۰۰۵        | ۶           | ۳ × ۲         |
| ۲۰۰۶        | ۶           | ۳ × ۲         |
| ۲۰۰۷        | ۱۶          | ۴ × ۴         |
| ۲۰۰۸        | ۱۶          | ۴ × ۴         |
| ۲۰۰۹        | ۱۶          | ۴ × ۴         |
| ۲۰۱۰        | ۱۶          | ۴ × ۴         |
| ۲۰۱۱        | ۱۶          | ۴ × ۴         |
| ۲۰۱۲        | برگزار نشد  | برگزار نشد    |
| ۲۰۱۳        | ۸           | ۴ × ۲         |
| ۲۰۱۴        | ۶           | ۳ × ۲         |

### جایزهٔ مسابقات
- تیم اول - ۵۰٬۰۰۰ دلار
- تیم دوم - ۳۰٬۰۰۰ دلار
- تیم سوم - ۲۰٬۰۰۰ دلار

## پرافتخارترین تیم‌ها
| تیم      | تعداد قهرمانی                                      | تعداد نائب قهرمانی   | رتبه سوم             | رتبه چهارم     |
| -------- | -------------------------------------------------- | -------------------- | -------------------- | -------------- |
| برزیل    | ۸ (۲۰۰۵، ۲۰۰۶، ۲۰۰۷، ۲۰۰۸، ۲۰۰۹، ۲۰۱۱، ۲۰۱۳، ۲۰۱۴) | ۱ (۲۰۱۰)             |                      |                |
| اسپانیا  | ۱ (۲۰۱۰)                                           |                      |                      |                |
| ایران    |                                                    | ۳ (۲۰۰۷، ۲۰۰۹، ۲۰۱۵) | ۲ (۲۰۱۳، ۲۰۱۴)       | ۲ (۲۰۱۰، ۲۰۱۱) |
| روسیه    |                                                    | ۲ (۲۰۱۱، ۲۰۱۳)       |                      |                |
| کلمبیا   |                                                    | ۲ (۲۰۰۵، ۲۰۱۴)       |                      |                |
| آرژانتین |                                                    | ۱ (۲۰۰۸)             | ۳ (۲۰۰۵، ۲۰۰۷، ۲۰۱۱) | ۱ (۲۰۰۶)       |
| ایتالیا  |                                                    | ۱ (۲۰۰۶)             |                      |                |
| پاراگوئه |                                                    |                      | ۱ (۲۰۱۰)             | ۲ (۲۰۰۸، ۲۰۱۳) |
| رومانی   |                                                    |                      | ۱ (۲۰۰۹)             |                |
| اوکراین  |                                                    |                      | ۱ (۲۰۰۸)             |                |
| کرواسی   |                                                    |                      | ۱ (۲۰۰۶)             |                |
| گواتمالا |                                                    |                      |                      | ۱ (۲۰۱۴)       |
| چک       |                                                    |                      |                      | ۱ (۲۰۰۹)       |
| مجارستان |                                                    |                      |                      | ۱ (۲۰۰۷)       |
| اروگوئه  |                                                    |                      |                      | ۱ (۲۰۰۵)       |